# موريو نو يوريكاغو
موريو نو يوريكاغو (魍魎の揺りかご Mōryō no Yurikago المعنى الحرفي "مهد الوحوش") هي سلسلة مانغا كتبها ورسمها كي سانبي. انطلقت السلسلة من 2010 إلى 2012 من طرف سكوير إنكس في مجلتها يونغ غانغان. نشرت السلسلة في فرنسا من طرف كي-أون تحت عنوان مهد الأرواح.
ركزت السلسلة على مجموعة من التلاميذ عالقة في سفينة غارقة في عمق المحيط بدون أي ذاكرة عن كيف وصلوا هناك، في حين يقاتلون من أجل البقاء .